# Uroleucon seneciocola
Uroleucon seneciocola är en insektsart. Uroleucon seneciocola ingår i släktet Uroleucon och familjen långrörsbladlöss. Inga underarter finns listade i Catalogue of Life.